# Pierre-Léon Dusouchet

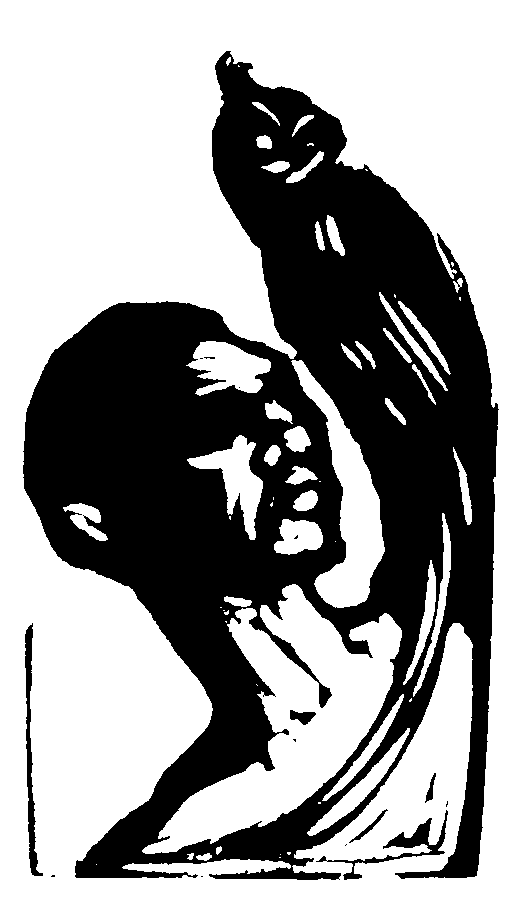
Gravure pour L'Horizon chimérique de Jean de La Ville de Mirmont (1920), p. 32.

Pierre-Léon Dusouchet, né à Versailles le 25 avril 1876 où il est mort le 27 décembre 1936, est un peintre, graveur, sculpteur, écrivain et poète français.

## Biographie
Membre de la Société nationale des beaux-arts, on lui doit de nombreux décors à thème religieux ou mythologique dans la lignée de Maurice Denis et des ateliers d'Art Sacré.
Professeur à l'École nationale des arts décoratifs (1921), il expose au Salon d'automne et au Salon des indépendants et produit les peintures murales de l'église Saint-Martin de Grosrouvre.

## Publications
- 1930 : Le Rôle social de l'art
- 1931 : Propos sur l'art